# 1-515/5
I-515/5 — серия пятиэтажных многосекционных панельных домов, разработанная МНИИТЭП в конце 1950-х годов. Дома данного типа широко распространены в Москве, среднераспространённые в Вологде, городах и посёлках Подмосковья, в других городах России.

## Описание
Дома данной серии спроектированы по двухпролётной конструктивно-планировочной схеме с размерами поперечных пролётов 6 м. В основу планировки дома положена четырёхквартирная секция. Несущими конструкциями дома являются три продольные стены, на которые опираются перекрытия. Поперечная жесткость здания обеспечивается межсекционными и торцевыми стенами, а также стенами лестничных клеток. I в названии серии обозначает тип несущих стен, в данном случае продольные.
Фундаменты под продольные несущие стены монтировались из железобетонных блоков, устанавливаемых с разрывами, которые заполнялись песком. Стены технического подполья выполнены из керамзитобетонных цокольных панелей толщиной 40 см. Перекрытия над подпольем — из железобетонных ребристых длинномерных настилов. Панели наружных стен толщиной 40 см изготавливались из керамзитобетона объёмным весом 1200 кг/м² и облицовывались с фасадной стороны малогабаритной плиткой. Панели внутренних стен — из тяжёлого бетона марки 150.
Сопряжение стеновых панелей между собой осуществлялось накладками из полосовой стали, приваренными к закладным стальным деталям в панелях. В вертикальных швах между наружными панелями с внутренней стороны наклеивалась два слоя рубероида на битуме и производилось утепление швов из минерального войлока. Вертикальные стыки наружных панелей заполнялись керамзитобетоном. С наружной стороны вертикальные и горизонтальные швы конопатились просмолённой паклей и зачеканивались цементным раствором.
Междуэтажные перекрытия монтировались из плоских многопустотных плит размером 590×199 см. Плиты укладывались по цементному раствору марки 50. Швы между плитами заполнялись раствором марки 100 и расшивались. Лестницы монтировались из железобетонных площадок и маршей с накладными ступенями.
Межкомнатные перегородки монтировались однослойными из прокатных гипсобетонных панелей толщиной 80 мм. Межквартирные перегородки из таких же панелей в два слоя с воздушной прослойкой 40 мм для звукоизоляции. В санитарных узлах устанавливались перегородки из гипсоцементнобетонных прокатных панелей толщиной 80 мм.
Особенностью этой серии является то, что батареи отопления шириной около 80 см спрятаны в межкомнатные перегородки (со стороны окон).
Иногда вместо двухскатной кровли могла быть плоская с высоким техническим этажом (у некоторых домов с 1966 года до окончания строительства).
Примерно с 1971 года до 1980 строились дома 1-515/37 и /38 с отделкой панелей мелкой квадратной плиткой серого цвета, аналогично девятиэтажным 1-515/9 и плоской крышей с высоким техэтажом. В Москве такие дома не строились, кроме Курьяново (два трёхсекционных корпуса 1973 года), двух домов на Истринской улице (Кунцево, два трёхсекционных дома 1975 года постройки, были снесены до 2006 года) и одного дома по адресу: 2-я Владимирская ул., 50 корпус 3 (1972 года).

## Типовые проекты
У данной серии имеются следующие типовые проекты:

### Первое поколение (1959—1966)
- 1-515-3/(М, Ю)И В2 (В3): пятиэтажный трёхсекционный жилой дом на 60 квартир меридионального (обозначение в шифре буквой М) или широтного (обозначение буквой Ю) исполнения. Обозначения в шифрах В2 или В3 указывают на некоторые конструктивные отличия (в конструкции системы отопления, санитарных узлов и т. п.), незаметные снаружи;
- 1-515-4/(М, Ю)И В2 (В3): пятиэтажный четырёхсекционный жилой дом на 80 квартир в (исходном проекте);
- 1-515-5/(М, Ю)И В2 (В3): пятиэтажный пятисекционный жилой дом на 100 квартир.

### Второе поколение (1963—1980)
Дома второго поколения (37 и 38), в отличие от первого поколения, имеют внешнее визуальное различие фасада в зависимости от меридионального или широтного исполнения: у меридиональных главный фасад асимметричный, у правого торца два спаренных балкона, левее 2 или 3 пары балконов с одним окном между ними, у широтных — главный фасад симметричный, как у домов первого поколения. На фасаде со стороны двора балконы всегда спаренные, у первого поколения — раздельные с двумя окнами между балконами. Модификации 37 и 38 не имеют видимых внешних различий, они отличаются конструкционно — санитарными узлами, системой отопления и т. п. Главное отличие проектов 37 и 38 от В2 и В3 — улучшенные планировки квартир с изолированными комнатами.
- 1-515-3/М37 (/38): пятиэтажный трёхсекционный жилой дом на 60 квартир меридионального исполнения;
- 1-515-3/Ю37 (/38): пятиэтажный трёхсекционный жилой дом на 60 квартир широтного исполнения (внешне неотличим от трёхсекционных домов меридионального исполнения);
- 1-515-4/М37 (/38): пятиэтажный четырёхсекционный жилой дом на 80 квартир меридионального исполнения;
- 1-515-4/Ю37 (/38): пятиэтажный четырёхсекционный жилой дом на 80 квартир широтного исполнения;
- 1-515-5/М37 (/38): пятиэтажный пятисекционный жилой дом на 100 квартир меридионального исполнения;
- 1-515-5/Ю37 (/38): пятиэтажный пятисекционный жилой дом на 100 квартир широтного исполнения.

## Основные характеристики
| Планировочное решение  | Многосекционный, панельный жилой дом с рядовыми и торцевыми секциями. В доме 1-, 2-, 3-комнатные квартиры |
| Этажность              | 5 этажей, технический этаж в уровне чердака и техподполье под всем зданием                                |
| Высота жилых помещений | 2,48 м |
| Технические помещения  | Техподполье для размещения инженерных коммуникаций                                                        |
| Лифты                  | нет |
| Отопление              | Центральное, водяное                                                                                      |
| Вентиляция             | Естественная вытяжная через вент-блоки в санкабинах                                                       |
| Водоснабжение          | Холодная, горячая вода от городской сети                                                                  |
| Мусороудаление         | нет |

## Строительные конструкции
| Фундамент               | Ленточный, наружные и внутренние стены фундамента выполнены из цокольных панелей и блоков «ФБС»                                       |
| Наружные стены          | Выполнены из керамзитобетонных панелей марки 150 толщиной 400 мм                                                                      |
| Внутренние стены        | Внутренние стены выполнены из бетонных панелей марки 150 толщиной 270 мм                                                              |
| Междуэтажные перекрытия | Железобетонные многопустотные плиты толщиной 220 мм                                                                                   |
| Покрытия                | Ребристые ж/б плиты |
| Перегородки             | Прокатные гипсобетонные панели, межкомнатные — толщиной 80 мм, межквартирные — состоят из двух межкомнатных с воздушным зазором 40 мм |
| Водосток                | Водосток наружный организованный со сбросом дождевых вод на рельеф на уровне цоколя                                                   |
| Балконы                 | Сборные ж/б плиты. Экраны из ацеида                                                                                                   |
| Фасады                  | По большей части были покрашены разноцветной краской, встречаются варианты с плиткой                                                  |
| Лестницы                | Двухмаршевые, из ж/б маршей и площадок                                                                                                |

## Фотоматериалы

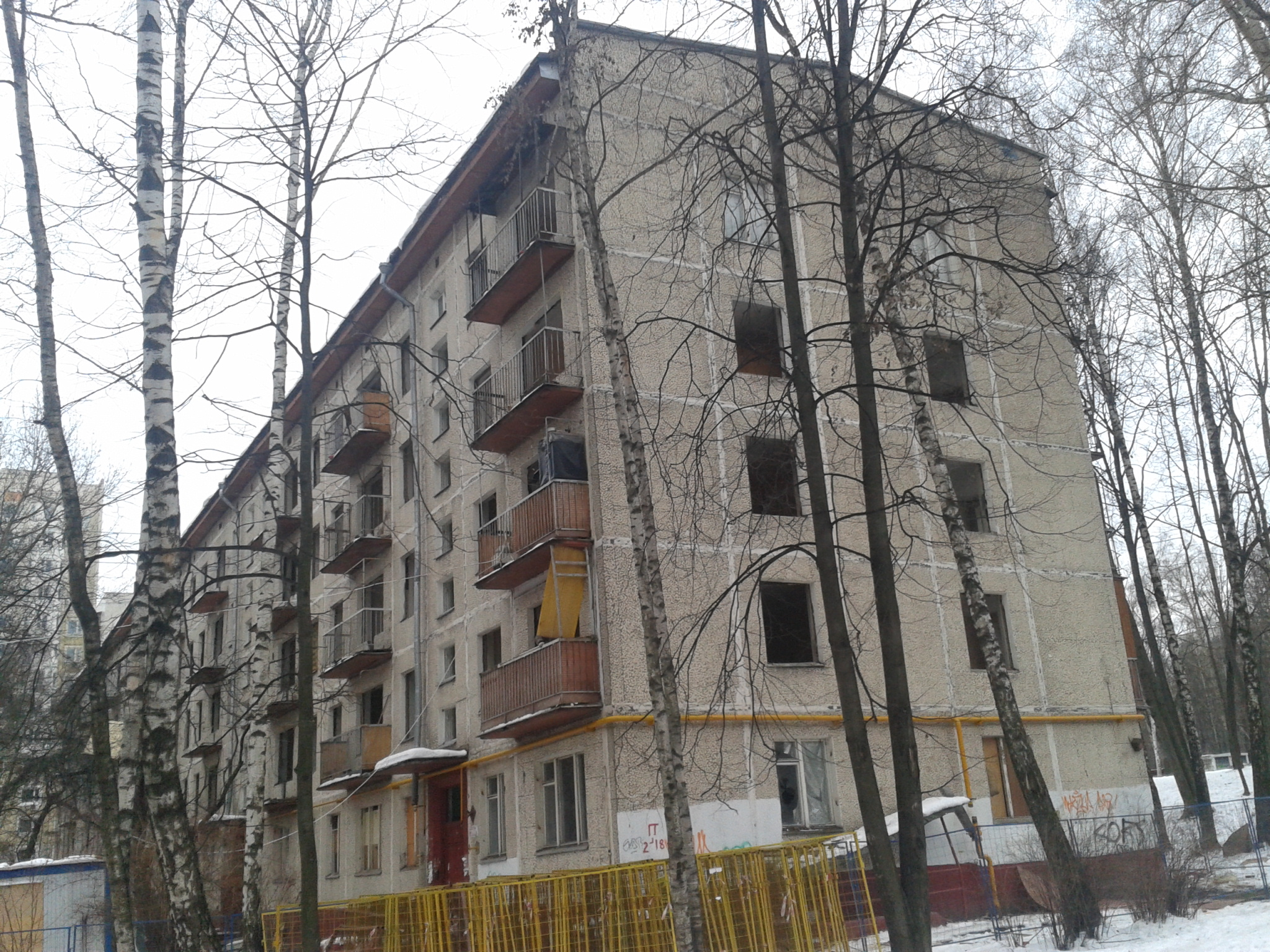
Выселенный дом серии в Москве
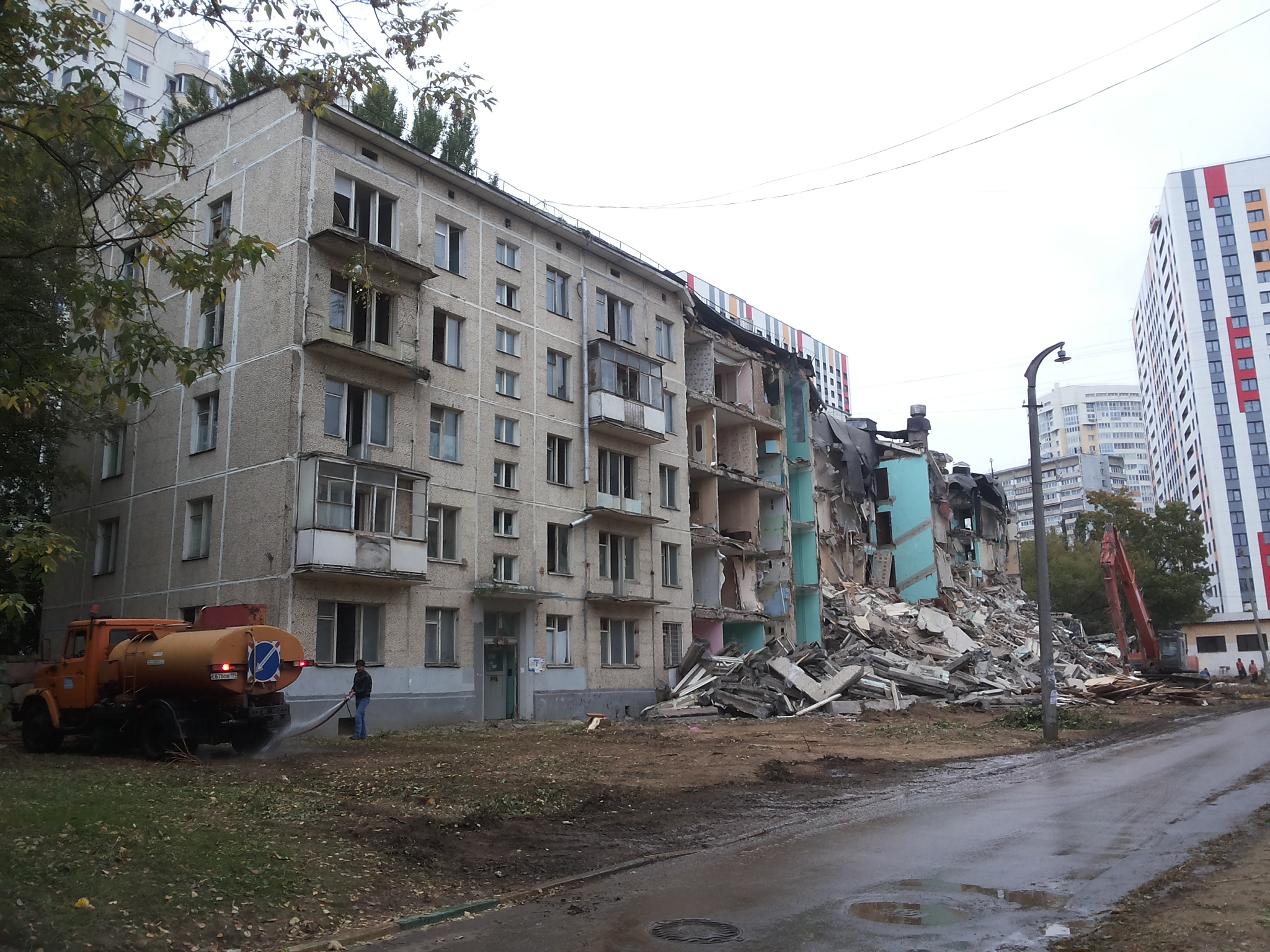
Снос дома на Ельнинской улице
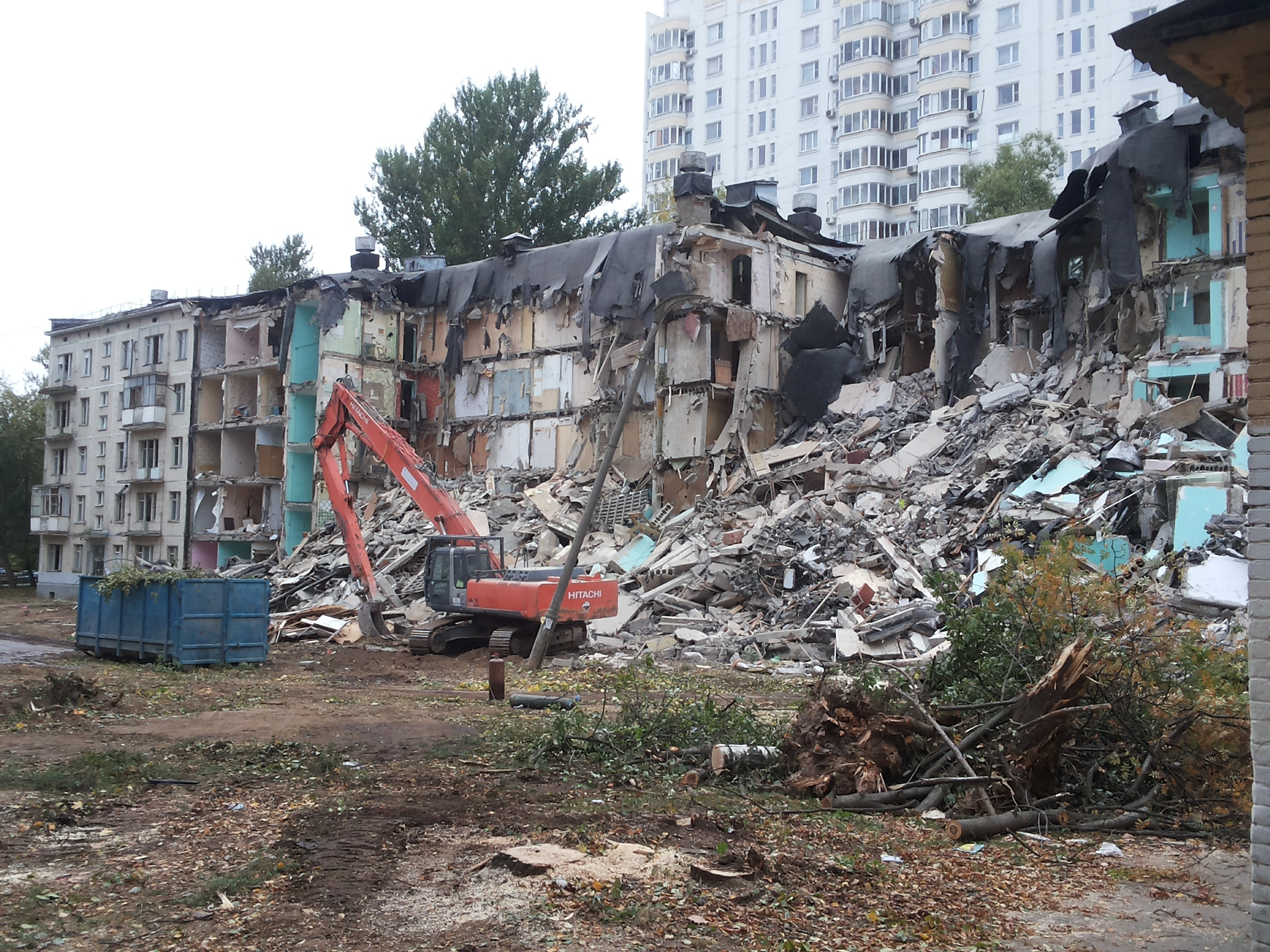
Снос дома на Ельнинской улице
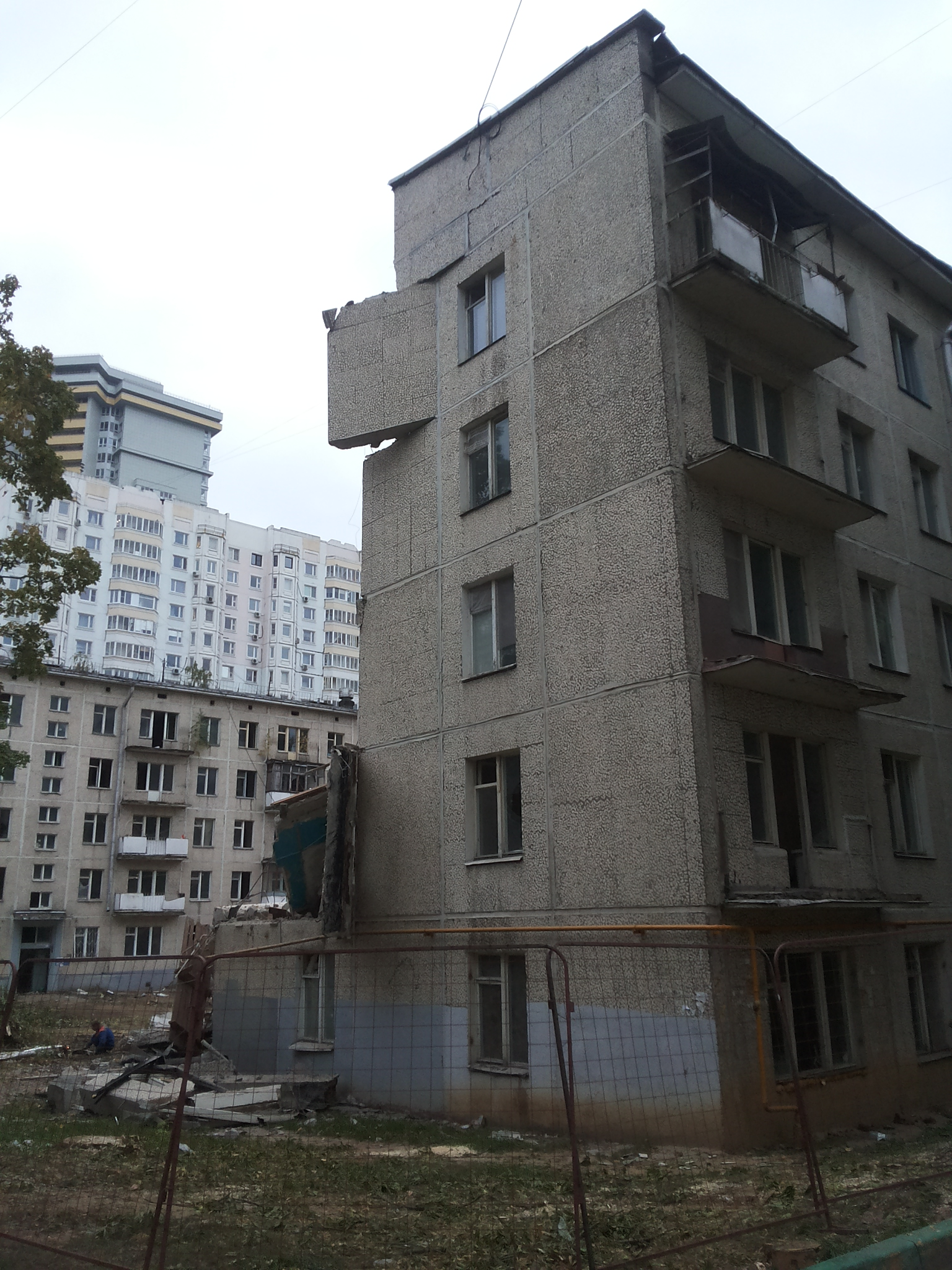
Снос дома на Ельнинской улице

## Примечание
1. ↑  П. Г. Буга. Гражданские, промышленные и сельскохозяйственные здания. — М.: Высшая школа, 1987.